# 57-мм самодвижущаяся пушка СД-57
СД-57 (Индекс ГАУ — 52-П-274) — советская самодвижущаяся противотанковая пушка. Разработана в ОКБ-9 в Свердловске.

## История создания
В начале 1950-х годов были начаты работы по созданию самодвижущихся орудий, основным преимуществом которых, по мнению советского военного руководства, являлась возможность буксировки за тягачом, но при этом и имелась возможность передвигаться самостоятельно на поле боя. Разработка самодвижущегося орудия на базе 57-мм противотанковой пушки была начата на конкурсной основе одновременно в ОКБ-9 под обозначением СД-57 и в ОКБЛ-46 под обозначением Ч-71. Первая партия из шести орудий СД-57 была сдана Заводом № 9 в ноябре 1954 года. К концу 1954 года была изготовлена дополнительная партия ещё из 6 орудий. По результатам испытаний в 1955 году ГРАУ выбрало вариант предложенный Заводом № 9 и в 1957 году пушка была принята на вооружение.

## Описание конструкции
Баллистика и ствол пушки СД-57 были полностью заимствованы с Ч-26, однако был применён новый двухкамерный дульный тормоз. Причиной замены стал опыт эксплуатации пушки Ч-26, результатом которого было скалывание щелевых кромок окон. Длина ствола с дульным тормозом стала составлять 4227 мм. Оригинальная подвеска также была заменена. На левой станине монтировалось колесо с сиденьем и рулевым управлением. Колесо заимствовалось от автомобиля «Москвич» с использованием усиленной шины. Ведущие колёса заимствовались от ГАЗ-69 и также комплектовались усиленными шинами и приварными дисками. В средней части станин крепился ящик с боекомплектом из 20 выстрелов, выполнявший роль сидения для двух человек расчёта при самодвижении пушки. В передней нижней части станин приваривались топливные бачки и объединялись с внутренними полостями станин. Суммарный объём возимого топлива составлял 35 литров.

## Модификации
- СД-57 — базовый вариант
- СД-57Н — вариант с ночным прицелом